# 15. svibnja
15. svibnja (15. 5.) 135. je dan godine po gregorijanskom kalendaru (136. u prijestupnoj godini).
Do kraja godine ima još 230 dana.

## Događaji
- 1768. – Genova prodala otok Korziku Francuskoj.
- 1851. – Janko Kamauf je izabran prvim gradonačelnikom Zagreba.
- 1910. – Prva službena utakmica i prezentacija nogometa u Varaždinu: Varaždinski gimanzijski športski klub (VGŠK) protiv Olimpije iz Karlovca.[1]
- 1926. – Započelo je emitiranje Radio Zagreba, prve radio postaje u Hrvatskoj koja kasnije postaje sastavnim dijelom HRT-a.
- 1928. – Po prvi put je prikazan animirani film Plane Crazy u kome se po prvi put pojavio Miki Maus.
- 1943. – Staljin raspustio Treću internacionalu.
- 1943. – Započinje bitka na Sutjesci između Sila osovine i partizana
- 1945. – Na Bleiburškom polju hrvatska vojska i izbjeglice izručeni partizanima.
- 1946. – Pljevlja (Crna Gora) proglašena za grad.
- 1956. – Započelo emitiranje Televizije Zagreb, prve televizijske postaje u Hrvatskoj koja kasnije postaje sastavnim dijelom HRT-a.
- 1960. – Sovjetski Savez lansirao Sputnjik 4.
- 1970. – Izašla je LP Let it be, posljednji album Beatlesa.
- 1990. –  Na aukciji u New Yorku je sliku Portret doktora Gacheta Vincenta van Gogha, kupio japanski biznismen Ryoei Saito za 82,5 milijuna dolara.
- 1991. – Ustrojena 2. gardijska brigada HV "Gromovi" u vojarni Trstenik pokraj Dugog Sela.
- 1992. – Pokolj na planini Vlašiću: srpske agresorske snage ubile 14 zarobljenih pripadnika HVO-a Travnik.
- 2006. – Giorgio Napolitano postaje predsjednikom Italije.

| - 1567. – Claudio Monteverdi, talijanski skladatelj († 1643.) - 1773. – Klemens Wenzel Lothar Metternich, habsburški državnik i političar († 1859.) - 1820. – Florence Nightingale, engleska bolničarka († 1910.) - 1891. – Mihail Bulgakov, ruski književnik († 1940.) - 1911. – Max Frisch, švicarski književnik († 1991.) - 1958. – Ante Ćorušić, hrvatski liječnik († 2024.) - 1983. – Iva Šulentić, hrvatska glumica - 1997. – Ousmane Dembélé, francuski nogometaš | - 1157. – Jurij Dolgoruki, staroruski vladar (* ~1099.) - 1847. – Daniel O'Connell, irski političar (* 1775.) - 1904. – Jamsetji Tata, indijski industrijalac (* 1839.) - 1935. – Kazimir Maljevič, ukrajinsko-ruski slikar (* 1878.) - 1945. – Geralda Jakob, hrvatska katolička redovnica (* 1906.) - 1994. – Tihomir Trnski, hrvatski političar (* 1955.) - 2012. – Carlos Fuentes, meksički književnik (* 1928.) - 2017. – Mirko Miočić, hrvatski kvizaš (* 1956.) - 2023. – Valentin Pozaić, hrvatski biskup (* 1945.) |

## Blagdani i spomendani
- Međunarodni dan obitelji[2]
- Međunarodni dan priziva savjesti[3]
- Dan HRT-a[4]
- Sveta Sofija